# ADO Den Haag
Alles Door Oefening Den Haag, förkortat ADO Den Haag (tidigare FC Den Haag) är en nederländsk fotbollsklubb från staden Haag. Klubben spelar i Eerste Divisie, som är den näst högsta ligan i Nederländerna. Hemmaarena är Cars Jeans Stadion, tidigare Den Haag Stadion, som har plats för 15 000 åskådare.
Alles Door Oefening (ADO) grundades 1905 på ett kafé i Haag. Alles Door Oefening betyder "Allt genom övning". Under 1920-talet avancerade klubben till förstadivisionen och började spela på Zuiderpark. 1942 blev klubben för första gången nederländska mästare efter finalseger mot AGOVV i det nationella mästerskapet, och 1943 försvarades titeln.
ADO Den Haag kunde under tränaren Ernst Happels ledning åter etablera sig som ett topplag i Nederländerna under 1960-talet. Laget blev cupmästare 1969 och 1975. Haag har nått finalen i nederländska cupen även 1959, 1963, 1964, 1966, 1972 och 1987. 1971 slogs sig klubben samman med Holland Sport och bildade FC Den Haag. 1996 återtogs namnet ADO Den Haag.

## Spelartrupp
| Nr | Land          | Pos | Namn                                    |
| -- | ------------- | --- | --------------------------------------- |
| 1  | Nederländerna | MV  | Luuk Koopmans                           |
| 3  | Belgien       | F   | Hervé Matthys                           |
| 4  | Nederländerna | F   | Boy Kemper                              |
| 6  | Nederländerna | F   | Dhoraso Moreo Klas                      |
| 7  | Brasilien     | A   | Felipe Pires (lån från SC Dnipro-1)     |
| 8  | Kroatien      | MF  | David Puclin (lån från Vorskla Poltava) |
| 9  | Nederländerna | A   | Thomas Verheydt                         |
| 10 | Belgien       | A   | Samy Bourard                            |
| 11 | Nederländerna | A   | Ricardo Kishna                          |
| 12 | Nederländerna | F   | Cain Seedorf                            |
| 14 | Nederländerna | F   | Tyrese Asante                           |
| 15 | Nederländerna | MF  | Sacha Komljenovic                       |
| 16 | Nederländerna | A   | Marius van Mil                          |
| 17 | Nederländerna | A   | Yahya Boussakou                         |
| 18 | Nederländerna | F   | Michael Mulder                          |

| Nr | Land                    | Pos | Namn                                        |
| -- | ----------------------- | --- | ------------------------------------------- |
| 19 | Nederländerna           | A   | Evan Rottier                                |
| 21 | Aruba                   | MF  | Gregor Breinburg                            |
| 22 | Nederländerna           | MV  | Robert Zwinkels                             |
| 23 | Nederländerna           | MV  | Hugo Wentges                                |
| 25 | Nederländerna           | F   | Jamal Amofa                                 |
| 26 | Nederländerna           | MF  | Sem Steijn                                  |
| 27 | Nederländerna           | A   | Xander Severina                             |
| 29 | Nederländerna           | MV  | Alessandro Damen (lån från Heracles Almelo) |
| 32 | Nederländerna           | MF  | Benjamin Reemst                             |
| 34 | Bosnien och Hercegovina | A   | Amar Ćatić                                  |
| 35 | Nederländerna           | MV  | Youri Schoonderwaldt                        |
| 36 | Nederländerna           | F   | Jonathan Mulder                             |
| 45 | Spanien                 | F   | Guillem Rodriguez                           |
| 53 | Nederländerna           | F   | Daryl Janmaat                               |
| 77 | Nederländerna           | A   | Eljero Elia                                 |